# Campeonato Africano de Hóquei em Patins de 2022
O Campeonato Africano de Hóquei em Patins é a principal competição de Hóquei em Patins ao nível de Países a realizar em África vai na segunda edição. É organizado pela World Skate Africa – Rink Hockey. 
Ficará também marcado pela 1ª Edição do Campeonato Africano de Hóquei em Patins Sub-20, que decorrerá em paralelo ao Campeonato Africano Sénior.

Inicialmente marcado para as datas entre 28 e 30 de Setembro de 2022[carece de fontes?] e remarcado para as datas de 07 a 11 de Dezembro de 2022, decorrerá no Cairo, Egipto, integrando as festividades dos Jogos Africanos de Patinagem a decorrer em Lagos (Nigéria), entre 24 a 30 de Agosto de 2023.

## Países participantes
A segunda edição do Campeonato Africano de hóquei em patins, a disputar-se de 21 de Agosto a 26 de Agosto de 2023, no Cairo, Egipto.
Estão inscritas nas duas provas as selecções de Angola, Egipto, Moçambique e África do Sul. 
 Egito
 Angola
 África do Sul
 Moçambique não vai ao Africano.

## Apuramento
O triunfo dos Seniores Masculinos angolanos garante a presença no próximo Campeonato do Mundo 2024, que só tinha uma vaga para equipas africanas. Angola, 6ª em San Juan, juntar-se-á a Espanha, Portugal, Itália e França (os quatro mais bem classificados do Europeu) e a três selecções Pan-Americanas, ainda por apurar.
Nessa edição dos World Skate Games, o Egipto conquistou o direito a disputar a Taça Intercontinental (uma espécie de segunda divisão) depois de ter sido 3º na Taça Challenger ("terceira divisão"), 19º na geral, em 2022.

### Seniores
|     | Equipe        | Pts | J | V | E | D | GM | GS | DG  | QF               |
| --- | ------------- | --- | - | - | - | - | -- | -- | --- | ---------------- |
| 1.º | Angola        | 6   | 2 | 2 | 0 | 0 | 22 | 1  | 21  | C. do Mundo      |
| 2.º | Egito         | 3   | 2 | 1 | 0 | 1 | 6  | 10 | -4  | Intercontinental |
| 3.º | África do Sul | 0   | 2 | 0 | 0 | 2 | 1  | 18 | -17 | T. Challenger    |

|               | Angola | Egito | África do Sul |
| ------------- | ------ | ----- | ------------- |
| Angola        |        |       |               |
| Egito         | 0 - 10 |       |               |
| África do Sul | 1 - 12 | 0 - 6 |               |

## Apuramento de campeão
| 26 Agosto 2023 | Egito | 1 - 7 | Angola |                                 |
|                |       |       |        | Árbitro: Rui Torres Oriol Pérez |

| Campeões Aficano Sénior 2023 |
| ---------------------------- |
| Angola 2º Titulo             |

### Sub-19
|     | Equipe        | Pts | J | V | E | D | GM | GS | DG  |
| --- | ------------- | --- | - | - | - | - | -- | -- | --- |
| 1.º | Angola        | 6   | 2 | 2 | 0 | 0 | 23 | 2  | 21  |
| 2.º | Egito         | 3   | 2 | 1 | 0 | 1 | 10 | 14 | -4  |
| 3.º | África do Sul | 0   | 2 | 0 | 0 | 2 | 5  | 22 | -18 |

|               | Angola | Egito | África do Sul |
| ------------- | ------ | ----- | ------------- |
| Angola        |        |       |               |
| Egito         | 1 - 10 |       |               |
| África do Sul | 1 - 13 | 4 - 9 |               |

## Apuramento de campeão
| 26 Agosto 2023 | Egito | 2 - 7 | Angola |                                 |
|                |       |       |        | Árbitro: Rui Torres Oriol Pérez |

| Campeões Aficano Sub-19 2023 |
| ---------------------------- |
| Angola 1º Titulo             |

### Sítios Angolanos
- Federação Angolana de Hóquei Patins
- Jornal de angola
- Angola Press com atualidade do Hóquei Patins neste País
- /Noticias de angola
- Sapo Desporto
- Jornal dos Desportos

### Sítios Moçambicanos
- Federação Moçambicana de Patinagem
- Jornal de Notícias de Moçambique com actualidade do Hóquei Patins neste País
- O Pais
- Sapo Desporto

### Internacional
- Hoqueipt
- world skate
- rinkhockey.net
- HóqueiPatins.pt
- Plurisports